# Sarah Gilman
Sarah Gilman (* 18. Januar 1996 in Los Angeles, Kalifornien) ist eine US-amerikanische Schauspielerin, bekannt für ihre Rolle als Delia Delfano in der Sitcom Ich war’s nicht.

## Leben und Karriere
Sarah Gilman kam am 18. Januar 1996 im kalifornischen Los Angeles zur Welt. In ihrer Highschool wurde sie zum Advanced Placement Scholar gewählt. Sie spielte für die Schulmannschaft in mehreren Sportarten, unter anderem Volleyball, Wasserpolo, Basketball, Softball und Fußball. Am 1. Juni 2014 machte sie ihren Schulabschluss.
Ihre ersten Erfahrungen als Schauspielerin machte sie im Theater. Sie spielte Hauptrollen in Musicals wie Narnia, You’re a Good Man, Charlie Brown und Alice. 2011 hatte sie ihren ersten Filmauftritt in dem Kurzfilm Hold for Laughs. Darin spielte sie die Hauptrolle als Margaret, eine 13-jährige Schülerin einer katholischen Schule, die von ihren Mitschülern gemobbt wird. Später hatte sie Gastauftritte in den Serien Up All Night und Marvin Marvin. 2013 spielte sie als Cammy eine wiederkehrende Rolle in der Sitcom Last Man Standing. Von Januar 2014 bis Oktober 2015 übernahm Gilman die Hauptrolle der Delia Delfano in der Disney-Sitcom Ich war’s nicht sowie in einer Folge von Jessie.

## Filmografie
- 2011: Hold for Laughs (Kurzfilm)
- 2012: Up All Night (Fernsehserie, Episode 1x20)
- 2012–2016: Last Man Standing (Fernsehserie, 8 Episoden)
- 2013: Marvin Marvin (Fernsehserie, Episode 1x08)
- 2014: Kroll Show
- 2014–2015: Ich war’s nicht (I Didn’t Do It, Fernsehserie)
- 2015: Jessie (Fernsehserie, 1 Folge)
- 2021–2024: CSI: Vegas (Fernsehserie, 17 Folgen)